# Parabembras
Parabembras is een geslacht van straalvinnige vissen uit de familie van diepwaterplatkopvissen (Parabembridae). Het geslacht is voor het eerst wetenschappelijk beschreven in 1874 door Bleeker.

## Soorten
- Parabembras curtus (Temminck & Schlegel, 1843)
- Parabembras robinsoni Regan, 1921